# Anthoxanthum dregeanum
Anthoxanthum dregeanum är en gräsart som först beskrevs av Carl Bernhard von Trinius, och fick sitt nu gällande namn av Otto Stapf. Anthoxanthum dregeanum ingår i släktet vårbroddssläktet, och familjen gräs. Inga underarter finns listade i Catalogue of Life.